# Agaricus pilatianus
Agaricus pilatianus är en svampart som tillhör divisionen basidiesvampar, och som beskrevs av G. Bohus. Agaricus pilatianus ingår i släktet champinjoner, och familjen Agaricaceae. Arten är reproducerande i Sverige.